# Fun Pilot
Fun Pilot is een kinderachtbaan in het Belgische Walibi Belgium te Waver.

## Gegevens
Fun Pilot is gebouwd door de Duitse attractiebouwer Zierer. De baan is een exemplaar van het standaardmodel Force 190. 
Ze heeft een hoogte van 9,5 meter, een lengte van 190 meter en een maximale snelheid van 40 km/h. 
Het ritverloop bestaat uit een 180°-bocht, een lifthill en twee helixen. De baan wordt twee keer doorlopen.
De achtbaan is geopend op 26 mei 2019, als deel van het vernieuwde themagebied Fun World. Dit maakte deel uit van een investering van 100 miljoen euro, tussen 2018 en 2023.

## Thema
Fun Pilot heeft een luchtvaartthema.Het voorste karretje van de trein is gethematiseerd als vliegtuig. Het treintje is rood, de baan blauw met grijze ondersteuning. 
Het station ziet er uit als een houten hangar met een windmolen op. In de wachtrij en in het station staan zakken met brieven en staan pakjes gesorteerd. 
Afbeeldingen · Geschiedenis van Walibi Belgium